# Kalaw
Kalaw (birman : ကလောမြို့) est un village de Birmanie située dans l'État Shan.